# 카테린 브라보
카테린 브라보(Cáterin Bravo, 1978년 12월 28일, 작센안할트주 할레 안 데어 잘레 ~)는 독일 태생의 칠레인 에페 펜싱 선수이다. 그녀는 2000년 하계 올림픽에서 여자 에페 개인전에 출전하였다. 그녀는 2012년 하계 올림픽의 여자 에페 개인전에 출전하기도 하였다.